# Pitcho Womba Konga
Pitcho Womba Konga of kortweg Pitcho, geboren als Laurent Womba Konga (Kinshasa, 11 december 1975) is een Congolees-Belgisch zanger (rapper), producer en acteur.
Hij werd geboren in het toenmalige Zaïre en vluchtte in de jaren 1980 samen met zijn vader weg van Mobutu's totalitaire regime naar België. Afgesneden van zijn roots staat het oeuvre van Pitcho Womba Konga in teken van een zoektocht naar identiteit.
Op zevenjarige leeftijd (1994) richtte hij de hiphopgroep Onde de Choc op. Later richtte hij Funkdamtion op, een artistieke organisatie die Hip Hop promoot in België.
Picho werkt mee aan de projecten MAPping Brussels en SLOW#03.

## Discografie
Uitgebrachte albums:
- RDVAF (album)
- Crise de Nègre (album)
- Livraison spéciale (album)
- Faut pas Confondre (ep), 2005
- Regarde Comment (album)
- District 1030 (single)
- Cours (single), samenwerking met Le Groupeonde De Choc.

## Theater
In 2003 maakte hij zijn debuut in het theater met zijn rol in Bintou of the Ivory door Koffie Kwahule en geregisseerd door Rosa Gasquet.
Als acteur speelde Pitcho in theatervoorstellingen van Peter Brook, Amadou Hampâté Bâ, Ruud Gielens en Joël Pommerat.
- Bintou of the Ivory (2003)
- Tierno Bokar (2004), van Peter Brook
- Sizwe Banzi is Dead (2007), van Peter Brook
- Malcolm X
- Mount Avarage (2021) van Julian Hetzel

## Film
- Waste Land (2014)
- De Overkant (2015)